# Afrika-Meisterschaften im Straßenradsport 2009
Die 5. Afrika-Meisterschaften im Straßenradsport wurden vom 4. bis 8. November 2009 in der namibischen Hauptstadt Windhoek ausgetragen.

## Resultate

### Männer
| Disziplin             | Platz | Land      | Athlet                                                                          |
| --------------------- | ----- | --------- | ------------------------------------------------------------------------------- |
| Straßenrennen         | 1     | Südafrika | Ian McLeod                                                                      |
|                       | 2     | Südafrika | Jay Robert Thomson                                                              |
|                       | 3     | Namibia   | Erik Hoffmann                                                                   |
| Einzelzeitfahren      | 1     | Südafrika | Jay Robert Thomson                                                              |
|                       | 2     | Südafrika | Reinardt Janse van Rensburg                                                     |
|                       | 3     | Namibia   | Erik Hoffmann                                                                   |
| Mannschaftszeitfahren | 1     | Südafrika | Jay Robert Thomson Reinardt Janse van Rensburg Ian McLeod Christoff van Heerden |
|                       | 2     | Namibia   | Lotto Petrus Victor Krohne Heinrich Köhne Jacques Celliers                      |
|                       | 3     | Libyen    | Youssef Belgasem Ahmed Faysals Alsharaa Mohamed Ali Almabruk Abubregh           |

### Frauen
| Disziplin        | Platz | Land      | Athlet                |  |
| ---------------- | ----- | --------- | --------------------- |  |
| Straßenrennen    | 1     | Südafrika | Lynette Burger        |  |
|                  | 2     | Südafrika | Cherise Taylor        |  |
|                  | 3     | Mauritius | Lizanne Naude         |  |
| Einzelzeitfahren | 1     | Südafrika | Cashandra Slingerland |  |
|                  | 2     | Südafrika | Lynette Burger        |  |
|                  | 3     | Mauritius | Aurélie Halbwachs     |  |